# Albin Hildebrand
Bror Albin Hildebrand, född 31 maj 1844 i Stockholm, död där 9 december 1917, var en svensk personhistoriker. Han var son till riksantikvarien Bror Emil Hildebrand och Matilda Ekecrantz. 

## Biografi
Hildebrand blev student vid Uppsala universitet 1863 och avlade teoretisk teologisk examen 1870. Han prästvigdes i Linköping 1871 och var därefter verksam som fängelsepräst och som sjömanspräst i Kiel, Hamburg och Lübeck 1876–1878, som sjukhuspräst vid Maria sjukhus i Stockholm från 1878, och från 1887 till sin död adjunkt vid Högre allmänna realläroverket å Norrmalm i Stockholm.
Hildebrand var huvudredaktör för det omfattande personhistoriska verket Svenskt porträttgalleri som utkom 1896–1913 och medverkade också i boken Svenska läkaresällskapet 1808–1908. Porträtt och biografier (1909) . Som kyrkohistoriker utgav han en hymnologisk undersökning av Svenska kyrkans psalmbokskommittéer och psalmboksförslag under 1800-talet (1884) och en mycket använd Lärobok i kyrkohistorien (1896).
Albin Hildebrand är begravd på Norra begravningsplatsen utanför Stockholm.